# Aston (Telford and Wrekin)
Aston – wieś w Anglii, w hrabstwie Shropshire. Leży 13 km na wschód od miasta Shrewsbury i 212 km na północny zachód od Londynu.